# 야흐벨온
야흐벨온(히브리어: יהבעלאון Yahb'elon, 영어: Jahbulon 자불온[*])은 프리메이슨에서 신으로 모신다고 주장되는 존재다. 프리메이슨 외부 일각에서 제기되기로, "야흐벨온"은 프리메이슨에서 야훼를 부르는 이름, 또는 프리메이슨이 숭배하는 야훼와는 별개의 신(Masonic God)의 이름이라고 한다. 프리메이슨 측에서는 그런 것 없다며 이런 주장을 부정한다.